# Volkswagen Konzernlogistik
Die Volkswagen Konzernlogistik GmbH & Co. OHG (ehemals Volkswagen Logistics) ist eine Transport- und Logistikgesellschaft der Volkswagen AG mit Sitz in Wolfsburg. Ihre Aufgabe ist die Steuerung der Logistikprozesse innerhalb der Volkswagen AG sowie zwischen der Volkswagen AG und ihren Kunden/Dienstleistern.
Vom Hauptsitz in Wolfsburg wird das Supply-Chain-Management bereichsübergreifend von der Materiallogistik über die Produktionslogistik bis hin zur Fahrzeuglogistik betrieben. Parallel gehört zusätzlich die Steuerung Produktionsnetzwerk und die Steuerung Logistikbewertungen, -systeme und -standards zum Spektrum.
Die vorherige Volkswagen Logistics bestand von 2006 bis zum 1. Januar 2015.